# ماري لويز لاكوست
ماري لويز غلوبينسكي، السيدة لاكوست (2 فبراير 1849 – 11 ديسمبر 1919)، كانت ناشطة خيرية وكاتبة يوميات كندية متحدثة بالفرنسية من مقاطعة كيبيك. كانت راعية للمدارس ودور الأيتام، وعدة مستشفيات، بما في ذلك مستشفى سانت جوستين (الذي تأسس على يد ابنتها جوستين لاكوست-بوبيان)، ومستشفى نوتردام، ومستشفى يوفيل للرضع. شغلت غلوبينسكي مناصب رئاسية في عدة جمعيات خيرية، مثل شاتو راميزاي وأزيل دي لا بروفيدانس. عينت نائبة لمجلس مونتريال للنساء من قبل ابنتها ماري لاكوست جيران-لاجوا، ودعمت حقوق المرأة في التصويت في ظل الحفاظ على النظام الاجتماعي. انضمت أيضًا إلى الاتحاد الوطني للقديس يوحنا المعمدان، وشاركت في مجلس إدارته، وساهمت في تطوير برامج لمساعدة النساء العاملات. كتبت اليوميات بوفرة، أسهمت اليوميات التي كتبتها في إثراء المعرفة حول كيفية تعامل النساء من الطبقة الوسطى في القرن التاسع عشر مع الهياكل الاجتماعية في ذلك الوقت.

## نشأتها
ماري لويز صوفي-إلمينا غلوبينسكي، كان اسمها المعمداني في 3 فبراير 1849 في كاتدرائية نوتردام في مونتريال، وُلدت في 2 فبراير 1849 لمارغريت أنجيليك (من عائلة ليموج) والسير ليون غلوبينسكي. كان والدها من أصل بولندي، تاجر بارز أصبح لاحقًا ضابطًا جمركيًا. كان جدّها، أوغست فرانز غلوبينسكي، طبيبًا بولنديًا-ألمانيًا وظفه الجيش البريطاني جنديًا أجيرًا لقمع الثوار الاستعماريين خلال حرب الاستقلال الأمريكية. استمتعت في طفولتها بالتطريز والدراسة والتزلج على الثلج واللعب والصلاة برفقة صديقتها إليزا شوفو، ابنة بيير جوزيف أوليفييه شوفو. يشير دفتر يومياتها في الطفولة إلى مشاركتها في دروس الموسيقى والأنشطة الاجتماعية، ويوثق حضورها المنتظم في الكنيسة.
في 8 مايو 1866، في كاتدرائية نوتردام، تزوجت غلوبينسكي من ألكسندر لاكوست الذي التقت به في حفل خطوبة قبل ثلاثة أشهر. وقت الزواج، كان ألكسندر متخرجًا من جامعة لافال ويعمل محاميًا. أصبح مستشارًا للملكة في عام 1880 وشغل لاحقًا منصب رئيس مجلس الشيوخ، ورئيس القضاء في كيبيك، وكان أستاذًا للقانون في جامعته الأصلية. في عام 1889، ترقى لمرتبة فارس ثم أصبحت زوجته رسميًا تُعرف بالسيدة لاكوست. في عام 1892، ترفع إلى رتبة الفارس الفردي. كان للزوجين 13 طفلًا: ماري، ولويس جوزيف، وماري جوزيفين أنجيليك هنريت، وبلانش، وبول، وجوستين، وجين، وإيفون، وألكسندر، وجوزيف يوجين آرثر، وتايس، وبيرث، وهنري رينيه.
فقدت لاكوست أربعة من أطفالها في سن الرضاعة وكتبت عن حزنها في يومياتها الخاصة. كانت هذه الفترات من الحداد عوامل دافعة لتفاني بناتها في تحسين حياة النساء والأطفال. أعطت يومياتها للمؤرخين نظرة نادرة إلى كيفية تأثير العواطف على حياة النساء في طبقتها الاجتماعية. كان كل من ألكسندر والسيدة لاكوست من خلفيات محافظة وألترامونتانية، لكن كلاهما أعجب بالتاج البريطاني ودعماه. نشأ أطفالهم في بيئة مختلطة، محترمين للعادات البريطانية، مع الحفاظ على روابط قوية مع اللغة والثقافة الفرنسيتين. كانت حياتها مقسمة بين مسؤوليات الأسرة والالتزامات الاجتماعية والأعمال الخيرية والالتزامات تجاه الكنيسة، وهو ما كان معتادًا للنساء في ذلك الوقت. بينما نشأ أطفالها وفقًا لقيم فيكتورية صارمة، ممنوعين مثلًا من ركوب الدراجات ومطالبين بحضور الكنيسة، دعمت لاكوست اهتماماتهم المسرحية، مشجعة إشراكهم في الإنتاجات الدرامية.